# Bombus fraternus
Bombus fraternus (saknar svenskt namn) är en insekt i överfamiljen bin (Apoidea) och släktet humlor (Bombus).

## Beskrivning
En korttungad humla där framför allt drottningens storlek är framträdande. Hon är 21–27 millimeter lång, arbetarna 8–13 millimeter och hanarna 19 till 25 millimeter.  Humlan är svart, med två gula band över mellankropp och främre delen av bakkroppen hos drottning och arbetare. Hanen har vanligtvis bara ett gult band. Pälsen är kort men tät.

## Ekologi
Habitaten utgörs av gräsmarker och trädgårdar. Drottningen är aktiv i april till oktober, arbetarna i april till september och hanarna endast under augusti.
Till skillnad från de flesta humlearter, där hanarna patrullerar runt en bestämd bana, etablerar hanarna av denna art sig på höga objekt i naturen där de spanar efter honor, som de flyger ikapp så fort de ser dem. Bona är underjordiska.
Arten är polylektisk, den besöker blommande växter från många olikaa familjer, som korgblommiga växter, oleanderväxter, flockblommiga växter, johannesörtsväxter, ärtväxter, kransblommiga växter, rosväxter, sumakväxter, ljungväxter och potatisväxter..

## Utbredning
Humlan förekommer i USA från New Jersey till Florida i öster samt från östra North och South Dakota över Nebraska och Colorado till New Mexico och Texas. 

## Hotsatus
Arten har minskat kraftigt sedan 1920- och 1930-talen, och är rödlistad av IUCN som starkt hotad (EN). Främsta hotet mot arten är uppodling av de gräsmarker den lever på. Biocidanvändning, främst av neonikotinoider, är ett annat hot.